# Psycosissimo
Psycosissimo è un film del 1961 diretto da Steno e con Ugo Tognazzi e Raimondo Vianello. È una parodia del film Psyco (1960) di Alfred Hitchcock.

## Trama
Ugo, Raimondo e Marcella sono tre attori specializzati in brevi scene di carattere poliziesco che nessun impresario accetta. Un uomo, afflitto da una consorte perfida e infedele, assistendo casualmente alla recitazione dei tre e scambiando Ugo e Raimondo per due assassini di professione, propone loro di liberarlo della moglie promettendo loro un lauto compenso. I due accettano l'incarico, decisi però a imbastire un finto assassinio e dileguarsi non appena pagati. Ma anche la donna, oggetto della macchinazione, ha un suo piano: quello di disfarsi del marito, con la complicità dell'amante. Morto il mandante, Ugo e Raimondo vengono a trovarsi così tra due fuochi: la polizia, da una parte, li crede colpevoli, e gli omicidi, dall'altra, intendono liberarsi dai due malcapitati e incomodi testimoni. I due attori rischieranno di essere inghiottiti da un enorme tritacarne e trasformati in salumi, ma giunge tempestivamente la polizia, avvertita da Marcella. Nel tritacarne finiranno gli assassini.

## Critica
«Commediola squinternata...» per Il Mereghetti (edizione del 1994).